# Europees kampioenschap hockey B-landen mannen 2013
Het Europees kampioenschap hockey B-landen voor mannen (EuroHockey Championship II) speelde zich af in de Oostenrijkse hoofdstad Wenen van 5 augustus tot en met 11 augustus 2013. Het toernooi werd gewonnen door Rusland dat Frankrijk versloeg in de finale. Beide landen plaatsten zich voor het EK voor A-landen in 2015.

## Gekwalificeerde teams
- Oostenrijk
- Oekraïne
- Schotland
- Wales
- Rusland (gedegradeerd bij het EK voor A-landen 2011)
- Frankrijk (gedegradeerd bij het EK voor A-landen 2011)
- Azerbeidzjan (winnaar van het EK voor C-landen 2011)
- Italië (nummer 2 van het EK voor C-landen 2011)

## Poulefase

### Groep A
| Team         | GS | W | G | V | DV | DT | DS | Pnt |
| ------------ | -- | - | - | - | -- | -- | -- | --- |
| Frankrijk    | 3  | 2 | 0 | 1 | 12 | 8  | +4 | 6   |
| Azerbeidzjan | 3  | 2 | 0 | 1 | 7  | 5  | +2 | 6   |
| Schotland    | 3  | 1 | 1 | 1 | 5  | 5  | 0  | 4   |
| Wales        | 3  | 0 | 1 | 2 | 4  | 10 | -6 | 1   |

### Groep B
| Team       | GS | W | G | V | DV | DT | DS | Pnt |
| ---------- | -- | - | - | - | -- | -- | -- | --- |
| Rusland    | 3  | 2 | 1 | 0 | 12 | 4  | +8 | 7   |
| Oostenrijk | 3  | 2 | 1 | 0 | 6  | 3  | +3 | 7   |
| Italië     | 3  | 0 | 1 | 2 | 6  | 10 | -4 | 1   |
| Oekraïne   | 3  | 0 | 1 | 2 | 5  | 12 | -7 | 1   |

## Plaats 1 t/m 4

### Halve finale
| 10 augustus 2013 15:00 |           |         |                                   |
| Azerbeidzjan           | 1–6 (0–3) | Rusland | Scheidsrechters: Azaiez/Van Bunge |
|                        |           |         | Scheidsrechters: Azaiez/Van Bunge |

| 10 augustus 2013 17:30 |           |            |                                    |
| Frankrijk              | 5–3 (2–2) | Oostenrijk | Scheidsrechters: Meissner/McAlpine |
|                        |           |            | Scheidsrechters: Meissner/McAlpine |

### 3de/4de plaats
| 11 augustus 2013 14:30 |           |            |                                       |
| Azerbeidzjan           | 1–6 (0–2) | Oostenrijk | Scheidsrechters: Perepelitza/Meissner |
|                        |           |            | Scheidsrechters: Perepelitza/Meissner |

### Finale
| 11 augustus 2013 17:00 |                            |           |                                  |
| Rusland                | 0–0 (0–0) 5–4 na Shootouts | Frankrijk | Scheidsrechters: Van Bunge/Drury |
|                        |                            |           | Scheidsrechters: Van Bunge/Drury |

## Eindrangschikking
| rang   | land         |
| ------ | ------------ |
| Goud   | Rusland      |
| Zilver | Frankrijk    |
| Brons  | Oostenrijk   |
| 4      | Azerbeidzjan |
| 5      | Oekraïne     |
| 6      | Schotland    |
| 7      | Wales        |
| 8      | Italië       |

- Rusland en Frankrijk promoveerden naar de A-groep en plaatsten zich voor het Europees kampioenschap hockey voor A-landen mannen 2015.
- Wales en Italië degradeerden naar de C-groep en spelen in 2015 op het Europees kampioenschap hockey voor C-landen mannen 2015.

1970 · 1974 · 1978 · 1983 · 1987 · 1991 · 1995 · 1999 · 2003 · 2005 · 2007 · 2009 · 2011 · 2013 · 2015 · 2017 · 2019 · 2021 · 2023